# Байсангуров, Хусейн Увайсович
Хусе́йн Ува́йсович Байсангу́ров (род. 6 ноября 1994, Самашки, Чечня) — российский боксёр-профессионал, чеченского происхождения, выступающий в полусредней и в первой средней весовых категориях. Бронзовый призёр чемпионата России (2014), чемпион молодёжного чемпионата мира (2012), многократный победитель и призёр международных и национальных турниров в любителях.
Лучшая позиция по рейтингу BoxRec — 22-я (май 2024) и является 3-м среди российских боксёров первой средней весовой категории — входя в ТОП-30 лучших боксёров супер-полусреднего веса всего мира.

## Любительская карьера
- Чемпион России среди школьников 2008 года;
- Чемпион Европы среди школьников 2008 года;
- Бронзовый призёр чемпионата мира 2009 года среди юниоров;
- Чемпион Европы среди юниоров 2010 года;
- Серебряный призёр чемпионата России 2010 года среди юниоров;
- Серебряный призёр чемпионата России 2011 года среди молодёжи;
- Чемпион России 2012 года среди молодёжи;
- Чемпион мира 2012 года среди молодёжи;
- Чемпион России 2014 года среди спортсменов в возрасте до 22 лет;
- Чемпионат России по боксу 2014 года — ;

## Профессиональная карьера
Тренируется под руководством Увайса Байсангурова. И 22 ноября 2014 года дебютировал на профессиональном ринге. Его первым соперником стал украинец Мариус Кравчук, которого Байсангуров победил в 3-м раунде техническим нокаутом.
14 ноября 2015 года он победил француза Брайана Бюсси и стал чемпионом Всемирной боксёрской организации среди молодёжи.
26 августа 2017 года Байсангуров победил Павла Семёнова из Эстонии и завоевал вакантный титул чемпиона Всемирной боксёрской ассоциации.
2 декабря 2017 года он победил Ника Клаперта из Германии и тем защитил свой титул, а также завоевал титул чемпиона по версии IBF International.
4 мая 2018 года в бою против Хосе Антонио Вильялобоса из Аргентины Байсангуров защитил свои титулы. Но 18 декабря 2018 года он потерял свои титулы, проиграв решением судей россиянину армянского происхождения Араму Амирханяну.

## Статистика профессиональных боёв
В таблице перечислены результаты всех поединков боксёров.
В каждой строке указан результат поединка. Дополнительно номер поединка обозначен цветом, который обозначает итог поединка. Расшифровка обозначений и цветов представлена в нижеследующей таблице.
| Пример | Расшифровка                     |
| ------ | ------------------------------- |
|        | Победа                          |
|        | Ничья                           |
|        | Поражение                       |
|        | Планируемый поединок            |
|        | Поединок признан несостоявшимся |
| КО     | Нокаут                          |
| ТКО    | Технический нокаут              |
| PTS    | Решение судей (по очкам)        |
| UD     | Единогласное решение судей      |
| MD     | Решение большинства судей       |
| SD     | Раздельное решение судей        |
| RTD    | Отказ от продолжения боя        |
| DQ     | Дисквалификация                 |
| NC     | Поединок признан несостоявшимся |

| 24 поединка, 23 победы (20 нокаутом), 1 поражение. | 24 поединка, 23 победы (20 нокаутом), 1 поражение. | 24 поединка, 23 победы (20 нокаутом), 1 поражение. | 24 поединка, 23 победы (20 нокаутом), 1 поражение. | 24 поединка, 23 победы (20 нокаутом), 1 поражение. | 24 поединка, 23 победы (20 нокаутом), 1 поражение. | 24 поединка, 23 победы (20 нокаутом), 1 поражение. | 24 поединка, 23 победы (20 нокаутом), 1 поражение. |
| #                                                  | Результат                                          | Дата                                               | Соперник                                           | Место проведения                                   | Метод                                              | Раунд                                              | Примечания |
| -------------------------------------------------- | -------------------------------------------------- | -------------------------------------------------- | -------------------------------------------------- | -------------------------------------------------- | -------------------------------------------------- | -------------------------------------------------- | --- |
| 24                                                 | Победа                                             | 3 марта 2024                                       | Тайво Олову (17-2)                                 | Сочи, Россия                                       | KO                                                 | 1 (10), 1:37                                       | |
| 23                                                 | Победа                                             | 30 сентября 2022                                   | Фатих Келес (17-1-1)                               | Анталья, Турция                                    | SD                                                 | 10/10                                              | Счёт: 97-93, 94-96, 97-94. |
| 22                                                 | Победа                                             | 25 сентября 2022                                   | Хуан Пабло Ла Куадра (22-2-2)                      | Баскет-холл (Казань), Казань, Россия               | TKO                                                | 2 (8), 0:49                                        | |
| 21                                                 | Победа                                             | 27 марта 2022 года                                 | Манук Диланян (12-7-2)                             | КЗ «Мир», Москва, Россия                           | TKO                                                | 2 (10), 0:43                                       | |
| 20                                                 | Победа                                             | 17 июля 2021 года                                  | Ника Гваджава (12-21-3)                            | Equides Club, Лесники, Киев, Украина               | TKO                                                | 3 (8), 2:02                                        | |
| 19                                                 | Победа                                             | 21 марта 2021 года                                 | Владислав Гела (10-1)                              | Ледовый Дворец «Терминал», Бровары, Украина        | TKO                                                | 3 (8), 2:55                                        | |
| 18                                                 | Победа                                             | 10 августа 2020 года                               | Павел Мамонтов (12-10-2)                           | Vegas City Hall, Красногорск, Россия               | RTD                                                | 3 (10), 3:00                                       | |
| 17                                                 | Победа                                             | 28 февраля 2020 года                               | Арман Торосян (19-7-1)                             | Россия, Санкт-Петербург                            | Технический нокаут                                 | 2/10                                               | |
| 16                                                 | Победа                                             | 10 августа 2019 года                               | Бадри Гогичашвили (7-11-3)                         | Украина, Киев                                      | Нокаут                                             | 2/12                                               | |
| 15                                                 | Поражение                                          | 18 декабря 2018 года                               | Арам Амирханян (11-0-1)                            | Россия, Казань                                     | Единогласное решение                               | 12/12                                              | Бой за титул IBF International (2-я защита Байсангурова), WBA Continental (3-я защита Байсангурова), WBO International (1-я защита Амирханяна) и вакантный титул Eurasian Boxing Parliament. Счёт: 112-115, 113-115 (дважды). |
| 14                                                 | Победа                                             | 2 октября 2018 года                                | Малхаз Суджашвили                                  | Украина, Киев                                      | Технический нокаут                                 | 2/8                                                | |
| 13                                                 | Победа                                             | 4 мая 2018 года                                    | Хосе Антонио Вильялобос                            | Азербайджан, Баку                                  | Технический нокаут                                 | 6/12                                               | Защитил титулы IBF International (1-я защита Байсангурова), и WBA Continental (2-я защита Байсангурова). |
| 12                                                 | Победа                                             | 2 декабря 2017 года                                | Ник Клапперт                                       | Россия, Москва                                     | Нокаут                                             | 1/12                                               | Завоевал титул IBF International, защитил титул WBA Continental (1-я защита Байсангурова). |
| 11                                                 | Победа                                             | 26 августа 2017 года                               | Павел Семёнов                                      | Россия, Москва                                     | Техническое решение                                | 7/12                                               | Завоевал вакантный титул WBA Continental. Счёт: 70-63, 70-63, 70-63. |
| 10                                                 | Победа                                             | 27 апреля 2017 года                                | Артём Айвазиди · Украина                           | Украина, Киев                                      | Отказ от продолжения боя.                          | 3/8                                                | |
| 9                                                  | Победа                                             | 15 октября 2016 года                               | Лаша Гургулиани · Грузия                           | Украина, Ровно                                     | Нокаут                                             | 5/8                                                | |
| 8                                                  | Победа                                             | 28 августа 2016 года                               | Илья Реуцкий · Беларусь                            | Украина, Одесса                                    | Технический нокаут                                 | 3/6                                                | |
| 7                                                  | Победа                                             | 23 апреля 2016 года                                | Карло Табагуа · Швеция                             | Украина, Киев                                      | Нокаут                                             | 2/8                                                | |
| 6                                                  | Победа                                             | 27 февраля 2016 года                               | Амброси Сутидзе · Грузия                           | Украина, Ровно                                     | Технический нокаут                                 | 5/6                                                | |
| 5                                                  | Победа                                             | 14 ноября 2015 года                                | Брайан Бюсси · Франция                             | Украина, Бровары                                   | Технический нокаут                                 | 1/10                                               | Завоевал вакантный титул WBO Youth. |
| 4                                                  | Победа                                             | 29 августа 2015 года                               | Нодар Робакидзе · Грузия                           | Украина, Киев                                      | Единогласное решение                               | 8/8                                                | Счёт: 80-72, 80-72, 80-72. |
| 3                                                  | Победа                                             | 18 апреля 2015 года                                | Ласло Фазекаш · Венгрия                            | Украина, Киев                                      | Единогласное решение                               | 8/8                                                | Счёт: 80-72 (трижды). |
| 2                                                  | Победа                                             | 13 декабря 2014 года                               | Давид Тлашадзе · Грузия                            | Украина, Киев                                      | Отказ от продолжения боя                           | 2/6                                                | |
| 1                                                  | Победа                                             | 22 ноября 2014 года                                | Мариюс Кравчук · Литва                             | Украина, Бровары                                   | Технический нокаут                                 | 3/6                                                | |

## Семья
- Байсангуров, Увайс — отец и тренер;
- Байсангуров, Хасан Увайсович — младший брат;
- Байсангуров, Заурбек Мусаевич — двоюродный брат;
- Байсангуров, Саламбек Мусаевич — двоюродный брат;